# بائتوف (شهرستان آق‌تالا)
بائتوف (به لاتین: Baetov) یک منطقهٔ مسکونی در قرقیزستان است که در شهرستان آق‌طلا واقع شده‌است. بائتوف ۸٬۳۵۴ نفر جمعیت دارد و ۲٬۰۶۳ متر بالاتر از سطح دریا واقع شده‌است.